# Lophocampa scapularis
Lophocampa scapularis är en fjärilsart som beskrevs av Richard Harper Stretch 1885. Lophocampa scapularis ingår i släktet Lophocampa och familjen björnspinnare. Inga underarter finns listade i Catalogue of Life.